# 전미여성기구
전미여성기구(National Organization for Women; NOW)는 1966년 설립된 미국의 여성주의자 단체이다. 미국의 50개 주 전체에 550개 지부가 있으며 본부는 워싱턴 D.C.에 있다.
1966년 베티 프리댄과 파울리 머레이가 강령을 작성했다. 강령은 NOW의 목표를 여성이 미국의 사회 주류에서 완전한 지분을 확보하고 남성과 완전히 동등한 권리와 의무를 부여받는 것이라고 밝히고 있다. NOW의 여섯 가지 주요 의제는 낙태, 재생산 보건서비스, 여성폭력, 헌법적 평등, 다양성의 증진과 인종주의의 종식, 레즈비언의 권리, 경제적 정의이고, 그 외에도 여러 가지 부차적인 의제들이 있다. NOW는 로비, 시위, 가두행진, 학회개최 등으로 이러한 의제를 관철하려고 노력한다.